# Wihuri
Wihuri est un conglomérat finlandais engagé dans le commerce et l'industrie et basé à Helsinki en Finlande.

## Organisation
En 2022, les quatre succursales de Wihuri employaient environ 5 200 employés dans environ 30 pays.
Le siège social de la société est situé à Kulosaari dans une maison conçue par Lars Sonck.
La société mère du groupe Wihuri est Wihuri International Oy et elle compte deux societes, Wihuri Oy et Wihuri Packaging Oy.
La société a créé le fonds Jenny et Antti Wihuri et le fonds international Wihuri.

## Wihuri Oy
Wihuri Oy compte trois divisions : Wihuri Metro-tukku, Tekninen Kauppa et Wihuri Aviation.

### Metro-tukku
Metro-tukku est l'un des plus grands grossistes de services alimentaires en Finlande. Ses clients comprennent des épiciers, des hôtels et des restaurants.

### Tekninen Kauppa
Tekninen Kauppa distribué des produits dont des chariots élévateurs, des moteurs et des engins de terrassement.
Elle représente, entre-autres, les machines agricoles John Deere en Finlande et en Estonie.

### Aviation
Jetflite Oy propose des vols nolisés, des services d'exploitation et de maintenance d'aéronefs et des vols ambulanciers.

## Wihuri Packaging Oy
Wihuri Packaging Oy est spécialisée dans l'industrie de l'emballage.
Wihuri Packaging Oy compte 21 sites de production en Europe et en Asie avec la marque Wipak et en Amérique du Nord avec la marque Winpak.
Wihuri fabrique des emballages en film pour les industries alimentaires et pharmaceutiques. Les emballages qu'elle produit sont utilisés pour emballer, entre-autres, le fromage Sininen de HKScan et le fromage Oltermanni de Valio.